# Chalcoscirtus infimus
Chalcoscirtus infimus là một loài nhện trong họ Salticidae.
Loài này thuộc chi Chalcoscirtus. Chalcoscirtus infimus được Eugène Simon miêu tả năm 1868.